# Plymouth (Massachusetts)
Plymouth (pronunciato [ˈplıməθ]) è un comune degli Stati Uniti d'America, capoluogo assieme a Brockton della contea di Plymouth nello stato del Massachusetts. È una località famosa per essere stato il punto di attracco della Mayflower, l'imbarcazione che portò i primi Padri Pellegrini che fondarono le colonie americane. Oggi questo punto di attracco è ricordato attraverso la Roccia di Plymouth.

## Storia

### Periodo pre-coloniale
Prima dell'arrivo dei Padri Pellegrini, Plymouth era un villaggio abitato da 2 000 indiani Wampanoag ed era chiamato Patuxet.
Quest'area era già stata visitata due volte da esploratori europei prima della fondazione della Colonia di Plymouth: nel 1605 Samuel de Champlain attraccò in questa regione battezzandola Port St. Louis, mentre in seguito il capitano John Smith la rinominò come New Plymouth.
Gli esploratori inglesi e francesi trasmisero involontariamente alle popolazioni locali alcune malattie che uccisero quasi il 90% dei nativi Wampanoag, di fatto liberando spazio per l'arrivo dei coloni.

### Periodo coloniale
Plymouth ha giocato un ruolo importante nella storia coloniale degli Stati Uniti, in quanto fu l'approdo finale del primo viaggio della nave Mayflower e il luogo in cui venne fondata la Colonia di Plymouth. L'omonima città venne fondata da separatisti inglesi nel 1620, in aperto contrasto con la Chiesa anglicana, accusata di non aver portato a compimento la Riforma Protestante.
Oggi, questi primi coloni sono conosciuti come "Padri Pellegrini", termine coniato da William Bradford, governatore della colonia dal 1621 al 1657.

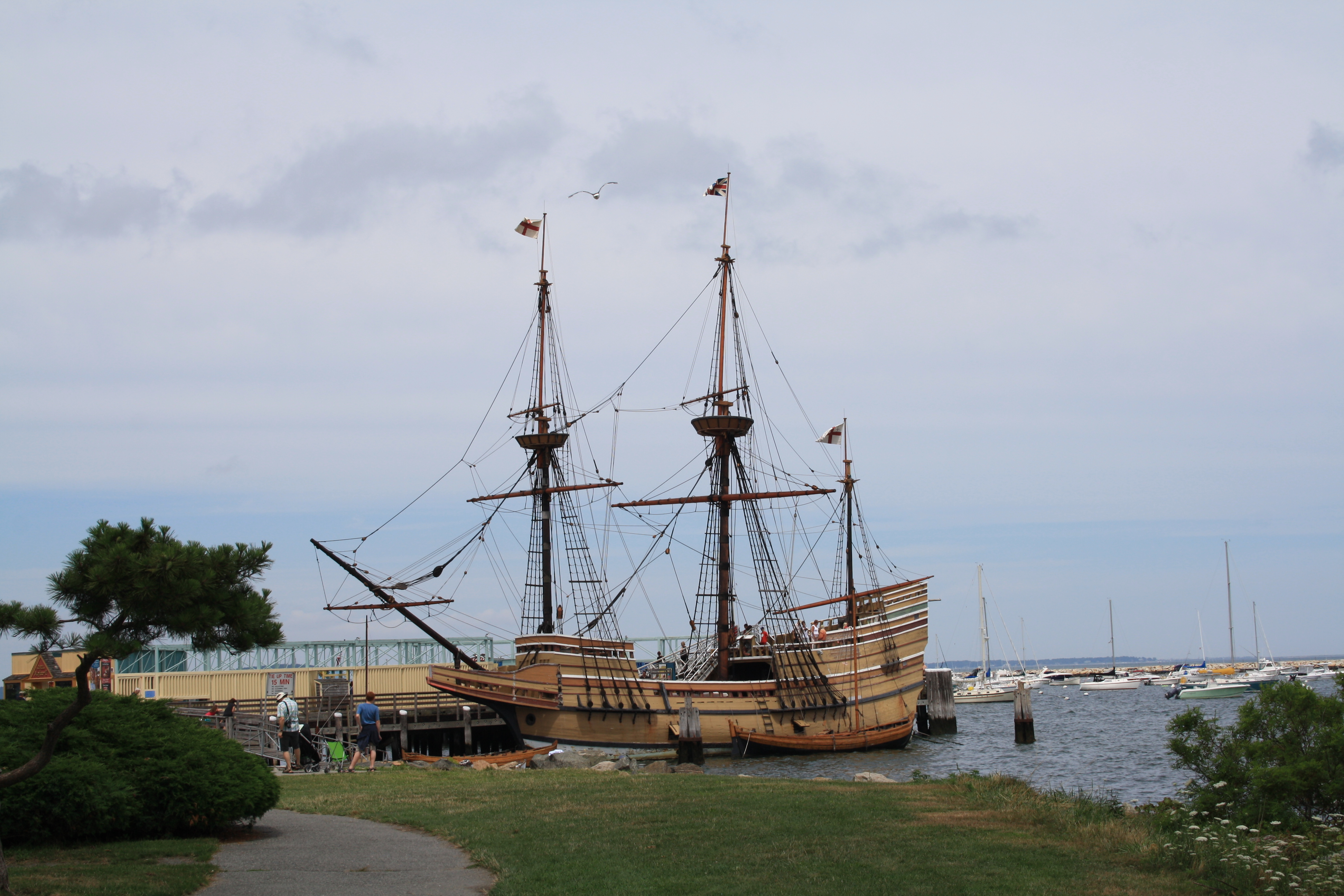
Replica della Mayflower ancorata a Plymouth.

La Mayflower attraccò l'11 novembre 1620 in quello che sarebbe poi diventato il porto di Provincetown. La reale destinazione dell'imbarcazione erano le coste della Virginia, ma di fatto giunse in New England. Gli storici non conoscono il preciso motivo che spieghi questo cambiamento di rotta: forse fu il maltempo a modificare la destinazione, forse un errore di navigazione, forse gli Olandesi corruppero il capitano della nave per far sbarcare i coloni inglesi lontano dal loro insediamento di New Amsterdam. Ad ogni modo, giunti a destinazione i coloni cominciarono a esplorare l'area di Capo Cod per trovare un buon posto dove insediarsi. Ufficialmente sbarcarono nella baia dove oggi sorge il porto di Plymouth il 21 dicembre 1620. Tradizione vuole che i Padri Pellegrini misero per la prima volta piede in America nel sito dove si trova la Roccia di Plymouth, ma non ci sono prove storiche che lo confermino. Il luogo fu battezzato con il nome "Plimouth" in onore del porto di Plymouth in Inghilterra, da cui la Mayflower era salpata.
Il nuovo insediamento di Plymouth visse un primo inverno durissimo, a causa della scarsità di cibo e ripari. L'aiuto degli indiani nativi fu fondamentale per superare i primi due anni: essi spiegarono infatti ai coloni come coltivare il granturco, pescare e commerciare in pellame. In seguito a un ottimo raccolto nell'autunno del 1621, i Padri Pellegrini organizzarono una grande festa insieme ad alcune tribù indiane: oggi quella celebrazione è divenuta l'importante ricorrenza del Giorno del Ringraziamento.
Plymouth è stata capitale dell'omonima colonia fino al 1691, quando venne unificata con la Colonia di Massachusetts Bay.

### XIX secolo
Nel XIX secolo, Plymouth era ancora una località costiera isolata che viveva di pesca e commercio. Nel 1824, la fondazione della Plymouth Cordage Company trasformò la cittadina in un importante centro manifatturiero di cordame, a cui si aggiunse anche la presenza di alcuni armatori.

### Storia moderna
Negli ultimi trent'anni Plymouth si è molto sviluppata, anche grazie ai migliorati collegamenti stradali e ferroviari con Boston. La crescita della popolazione locale è spiegata anche dai bassi costi dei terreni della zona e da una tassazione contenuta se confrontata con la media degli Stati Uniti. Questi fattori hanno portato Plymouth dai 18.000 abitanti del 1970 agli oltre 45.000 del 1990. Attualmente Plymouth è il centro economico-turistico principale del litorale meridionale del Massachusetts.

## Geografia fisica

### Clima
Il clima di Plymouth è umido-continentale. Durante l'anno, il livello di umidità può essere molto alto a causa della vicinanza dell'Oceano Atlantico. Questa posizione determina anche temperature meno rigide rispetto alle località dell'entroterra, ad ogni modo gli inverni sono freddi, ventosi e con frequenti nevicate. Le estati invece sono calde e umide.
Plymouth deve a volte affrontare gli uragani e le tempeste tropicali provenienti dall'Atlantico.

## Cultura

### Musei
Plymouth ospita il museo vivente di Plimoth Patuxet, ove sono presenti le repliche degli edifici costruiti dalla Colonia di Plymouth.

### Religione
Il 42.9% della Popolazione di Plymouth professa una religione:
-0.8% Battisti
-3% Episcopali
-34.0% Cattolici
-0.6% Luterani
-0.9% Metodisti
-0.7% Pentecostali
-0.4% aderenti alla Chiesa di Gesù Cristo
-1.6% aderenti ad altre fedi cristiane
-0.4% Ebrei

### Politica
Plymouth è moderatamente liberale, infatti il 57,5% delle persone ha votato democratico alle ultime elezioni presidenziali, il 40,2% ha votato per il Partito Repubblicano e il restante 2,3% ha votato indipendente .
Nelle ultime elezioni presidenziali, Plymouth è rimasta fortemente democratica, dal 57,5% al 40,2%. La contea di Plymouth ha votato democratico in tutte le elezioni presidenziali dal 2000.

## Amministrazione

### Gemellaggi
- Plymouth
- Shichigahama